# César-Guillaume de la Luzerne
César-Guillaume de la Luzerne, francoski rimskokatoliški duhovnik, škof in kardinal, * 7. julij 1738, Pariz, † 21. junij 1821.

## Življenjepis
Leta 1762 je prejel duhovniško posvečenje.
24. junija 1770 je bil imenovan za škofa Langresa, 10. septembra je bil potrjen in 30. septembra 1770 je prejel škofovsko posvečenje. S tega položaja je odstopil 27. januarja 1802.
28. julija 1817 je bil povzdignjen v kardinala.